# 동작구
동작구(銅雀區)는 대한민국 서울특별시의 남부에 있는 구이다(1980년 관악구에서 분리). 북쪽으로는 한강을 경계로 용산구, 동쪽으로는 서초구, 남쪽으로는 관악구, 서쪽으로는 영등포구와 접한다. 동작구의 명칭은 조선 시대 '동작진'(銅雀津)에서 유래하였다.

## 역사

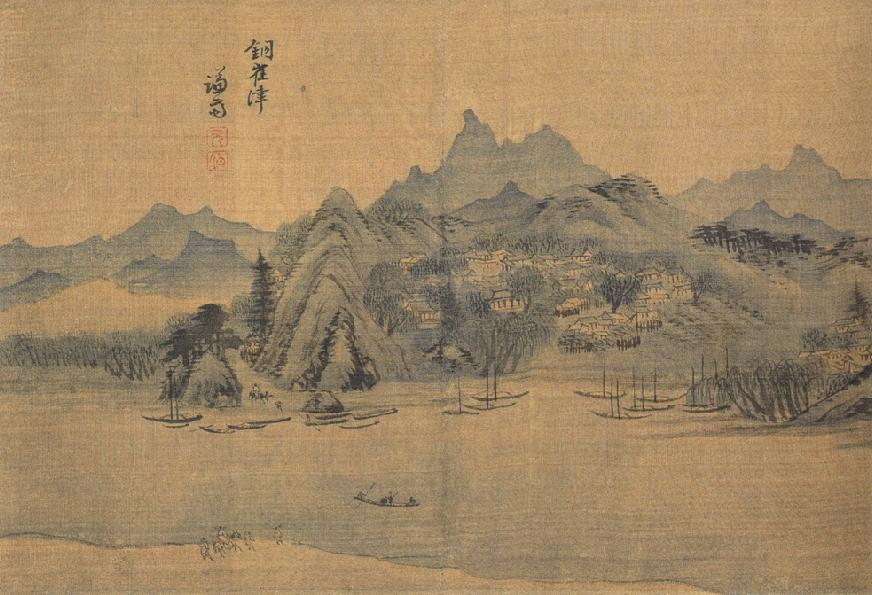
동작진, 겸재 정선 그림

### 동작구 신설 이전
- 1973년 7월 1일 영등포구에서 관악구가 분구되었다.[4] 이때의 개편안은 1980년대까지의 인구 증가 추세 등을 고려하여 100만이 넘는 구를 분구하려는 방침에 따라서 성북구와 영등포구가 각각 도봉구와 성북구, 영등포구와 관악구로 나뉜 것이다. 관악구는 영등포구의 동쪽 지역을 분할하여 현재의 동작구 전 지역과 봉천동·방배동·신림동을 포함한 지역으로 이루어져 있었다.
- 1980년 4월 1일 관악구 노량진동, 상도제1동, 상도동, 본동, 흑석동, 대방동, 신대방동 일원과 동작동 및 사당동 중 일부를 분리하여 동작구가 신설되었다.[5][6] 9법정동

### 동작구 신설 이후
- 1988년 5월 1일 자치구로 승격하였다.[7]
- 2008년 2월 1일 상도5동이 상도1동에, 흑석1,2,3동이 흑석동으로 합동되었다.[8] 17행정동
- 2008년 9월 1일 본동이 노량진1동에, 동작동이 사당2동에 합동되었다.[9] 15행정동
- 2025년 7월 14일: 신청사로 이전

## 지리
동작구는 서울특별시의 중심을 흐르는 한강 남쪽에 위치해 있으며, 구릉지대로 서초구, 영등포구, 관악구, 용산구와 경계를 이루고 있다. 동작구는 일찍이 서울특별시의 관문인 ‘노들나루’를 중심으로 대한민국 교통과 상업의 중심지 역할을 해왔으며, 중앙대학교, 숭실대학교, 총신대학교 등 오랜 역사를 자랑하는 3개의 사립 대학과 함께 100여개의 학원가가 밀집해 있는 교육의 요람으로 자리잡고 있다. 또한 국가와 민족을 위해 산화한 호국영령을 모신 국립서울현충원과 사육신묘, 마을의 수호신인 장승이 서있던 장승배기, 양녕대군이 올라가서 국사를 걱정했다는 국사봉, 정조대왕이 현륭원 참배 길에 잠시 쉬어가던 용양봉저정, 대한민국 최초의 철도역인 노량진역 등 수많은 문화유산을 간직하고 있다.

## 행정 구역
동작구의 행정 구역은 9개의 법정동을 15개 행정동으로 나눠서 관리하고 있다. 동작구의 면적은 16.35km2이며, 인구는 2012년 12월 31일을 기준으로 169,293세대, 416,268명이다.

행정구역도

| 행정동      | 한자        | 면적 (km2) | 세대    | 인구 (명) |
| ----------- | ----------- | ---------- | ------- | --------- |
| 노량진제1동 | 鷺梁津第1洞 | 1.58       | 14,383  | 35,008    |
| 노량진제2동 | 鷺梁津第2洞 | 0.65       | 7,584   | 16,697    |
| 상도제1동   | 上道第1洞   | 1.51       | 18,588  | 43,787    |
| 상도제2동   | 上道第2洞   | 0.97       | 11,037  | 26,232    |
| 상도제3동   | 上道第3洞   | 0.60       | 10,064  | 24,985    |
| 상도제4동   | 上道第4洞   | 0.75       | 11,952  | 30,065    |
| 흑석동      | 黑石洞      | 1.68       | 15,299  | 36,533    |
| 사당제1동   | 舍堂第1洞   | 0.79       | 11,094  | 24,361    |
| 사당제2동   | 舍堂第2洞   | 2.75       | 12,115  | 30,050    |
| 사당제3동   | 舍堂第3洞   | 0.92       | 10,404  | 26,396    |
| 사당제4동   | 舍堂第4洞   | 0.38       | 6,357   | 15,380    |
| 사당제5동   | 舍堂第5洞   | 0.57       | 6,303   | 15,612    |
| 대방동      | 大方洞      | 1.55       | 15,650  | 40,795    |
| 신대방제1동 | 新大方第1洞 | 0.62       | 10,073  | 28,931    |
| 신대방제2동 | 新大方第2洞 | 1.03       | 8,390   | 21,431    |
| 동작구      | 銅雀區      | 16.35      | 169,293 | 416,268   |

## 인구
서울특별시 동작구의 연도별 인구(내국인) 추이
| 연도   | 총인구    |  |
| ------ | --------- |  |
| 1980년 | 392,719명 |  |
| 1985년 | 405,779명 |  |
| 1990년 | 403,647명 |  |
| 1995년 | 422,267명 |  |
| 2000년 | 400,351명 |  |
| 2005년 | 407,644명 |  |
| 2010년 | 390,197명 |  |
| 2015년 | 407,894명 |  |

## 문화

### 명소
- 국립서울현충원

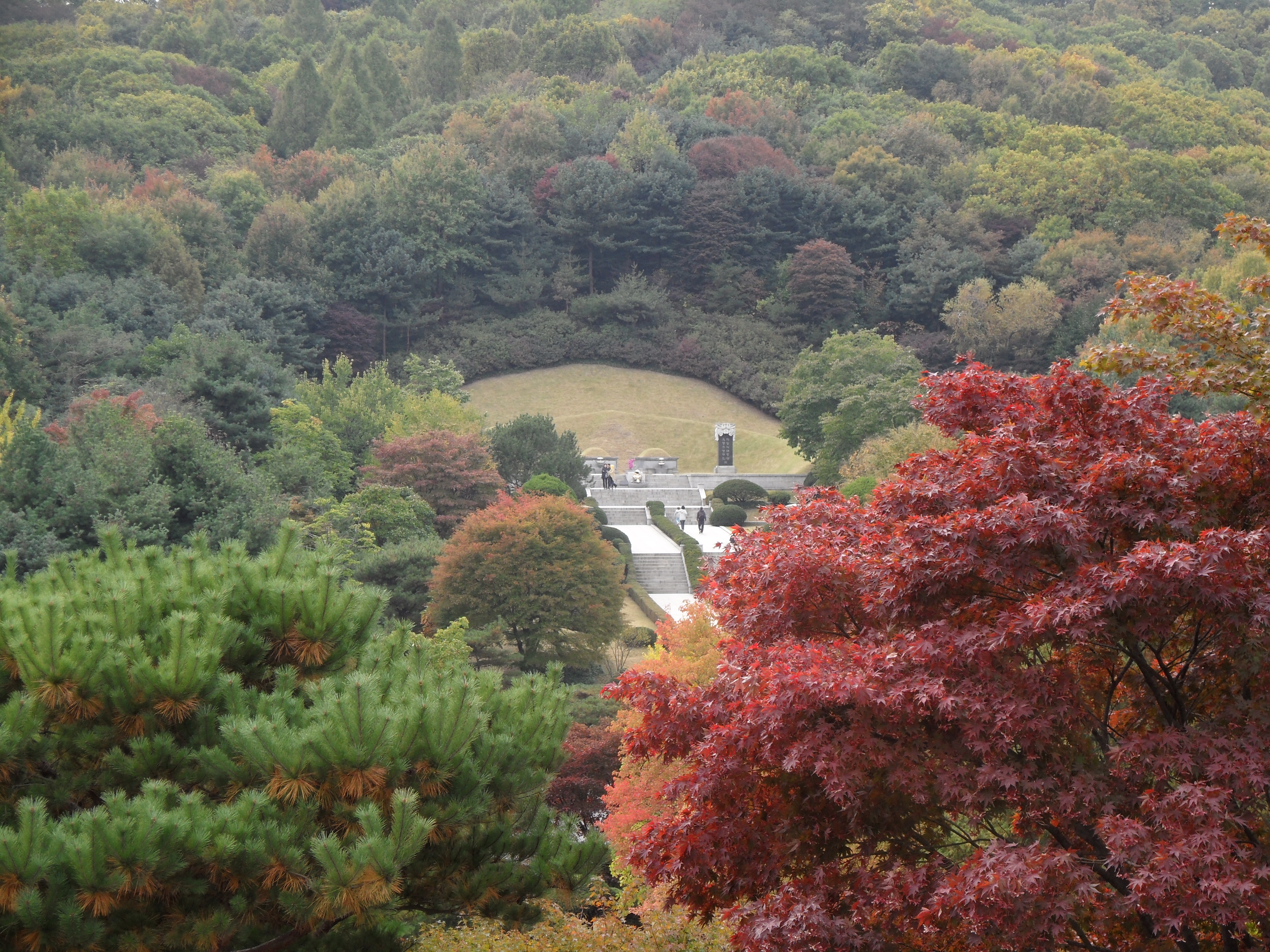
국립현충원

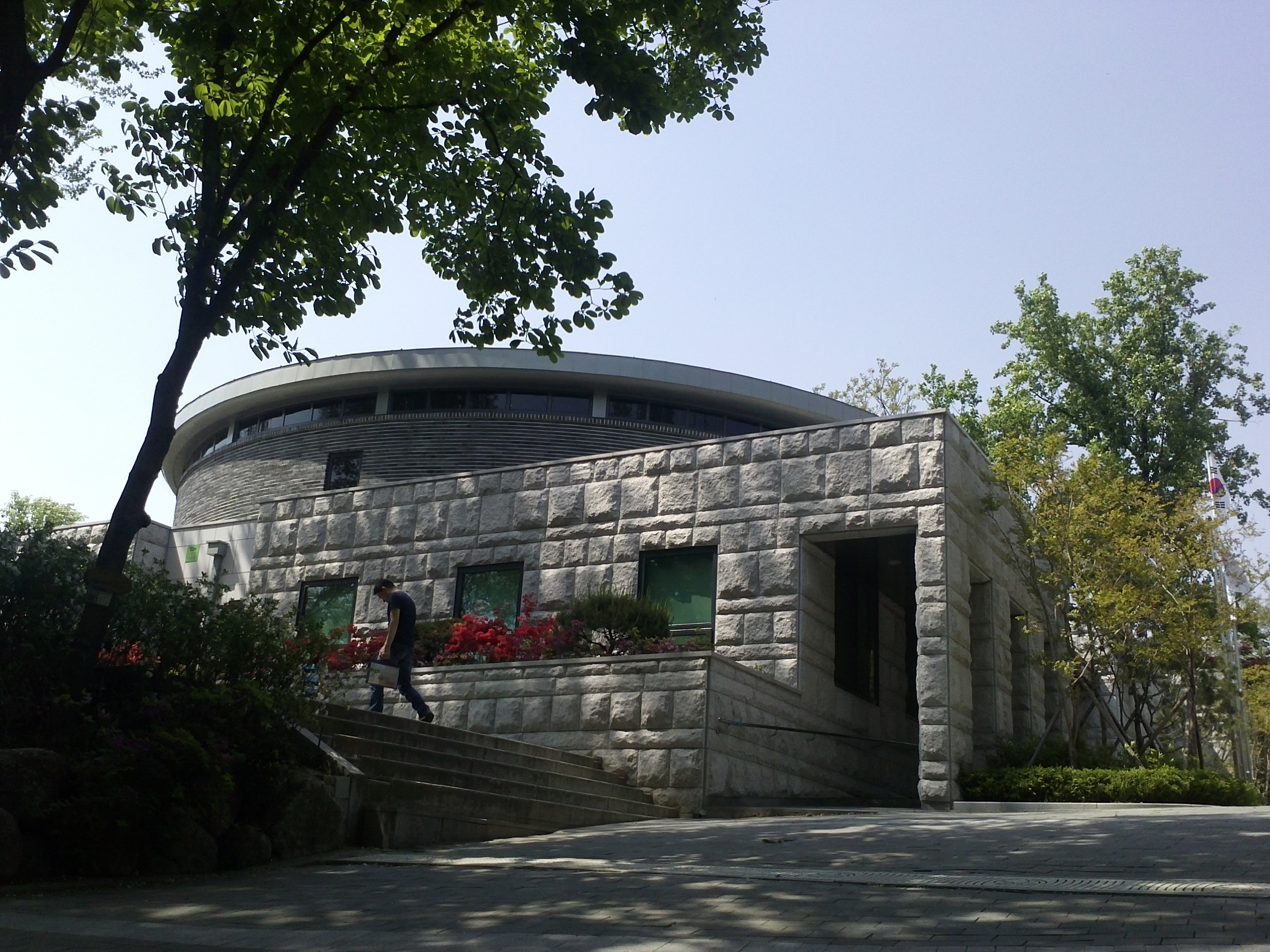
사육신 역사관

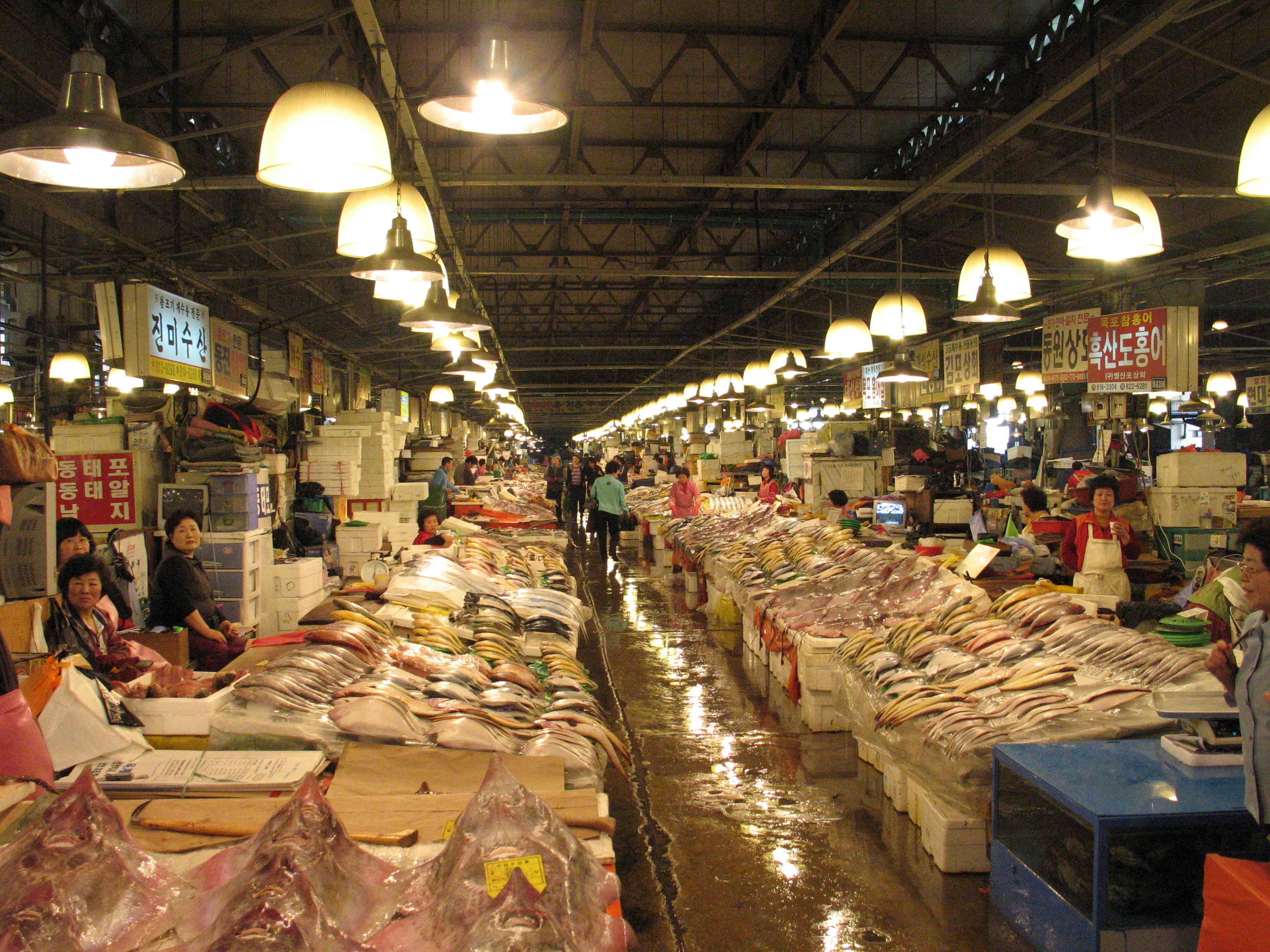
노량진 수산시장

동작구 현충로 210 (동작동 214)에 1955년 7월 15일 설치된 국방부 소속의 국립 묘역이다. 조경이 잘 정비되어 있다.
- 사육신공원

동작구 노량진동에 있는 묘와 그 외 사육신비 등이 안장된 공원이다. 본래 이곳에 있던 박팽년·성삼문·유응부·이개의 묘에, 하위지·유성원·김문기의 가묘를 새로 조성하였다. 수양대군이 조카인 단종(1445년)으로부터 왕위를 빼앗고, 왕이 되자 이에 불복하고 단종 복위에 힘 쓰다 목숨을 잃은 성삼문, 박팽년, 하위지, 이개, 유응부, 유성원에 추가로 김문기를 현창하여 모신 곳이다. 이들은 단종 3년(1455년)에 수양대군의 왕위찬탈에 분개하여 단종의 복위를 노리던 중, 1456년 6월 명나라 사신의 환송연에서 성삼문의 아버지 성승과 유응부가 세조 일파를 처단하기로 계획하였으나, 이 사실이 사전에 누설되어 실패하여 모두 죽임을 당했다.
- 노량진 학원가

노량진 학원가는 1980년 이후 입시학원들이 이전해 오면서, 형성되기 시작했으며, 최근 공무원과 경찰, 소방 등 이와 관련된 각종 시험을 준비하는 수험생을 포함하여 5만여명의 수험생들이 운집하는 대단위 상업지구이다.
- 노량진수산시장

우리나라의 대표적인 어류 도소매 직판장으로 동작구 노량진동에 위치한 수산물 전문 도매시장이다. 경매장 2,106평, 판매장 2,564평, 주차장 9,387평 등 연면적 16,819평의 공간에 자리잡고 있다. 1927년 서울역 부근 의주로에서 경성수산으로 문을 열었다. 1971년 한국냉장이 노량진역 북쪽의 현 위치에 도매시장을 건설하여 1975년까지 운영한 뒤, 2002년까지 민간 3개사의 공동 관리하에 있었다. 2002년 2월 수산업협동조합이 시장을 인수하여 오늘에 이른다.

### 국가유산
- 용양봉저정 - 서울특별시 유형문화유산 제6호
- 사육신묘 - 서울특별시 유형문화유산 제8호
- 양녕대군이제묘역 - 서울특별시 유형문화유산 제11호
- 창빈안씨묘역 - 서울특별시 유형문화유산 제54호
- 동래정씨임당공파묘역 - 서울특별시 유형문화유산 제61호
- 수죽정공신도비 - 서울특별시 유형문화유산 제62호
- 제곡정공신도비 - 서울특별시 유형문화유산 제63호
- 효간공이정영묘역 - 서울특별시 유형문화유산 제94호
- 조석견과완성군이귀정묘역 - 서울특별시 기념물 제17호
- 부안군이석수묘역 - 서울특별시 문화유산자료 제29호
- 대방동 서울공업고등학교 본관 - 등록문화유산 제13호

## 교육 기관
- 사립대학교

|  | - 중앙대학교 | - 숭실대학교 | - 총신대학교 |

- 고등학교

|  | - 경문고등학교 - 동작고등학교 - 서울공업고등학교 | - 성남고등학교 - 수도여자고등학교 | - 숭의여자고등학교 - 영등포고등학교 |

- 평생교육

|  | - 신동신중·정보산업고등학교 |

- 특수학교

|  | - 광성해맑음학교 - 서울삼성학교 |

| \| - 강남중학교 - 강현중학교 - 국사봉중학교 - 남성중학교 \| - 대방중학교 - 동양중학교 - 동작중학교 - 문창중학교 \| - 사당중학교 - 상도중학교 - 상현중학교 - 성남중학교 \| - 숭의여자중학교 - 영등포중학교 - 장승중학교 - 중앙대학교 사범대학 부속중학교 \| |                                                     |                                                     |                                                                               |
| - 강남중학교 - 강현중학교 - 국사봉중학교 - 남성중학교 | - 대방중학교 - 동양중학교 - 동작중학교 - 문창중학교 | - 사당중학교 - 상도중학교 - 상현중학교 - 성남중학교 | - 숭의여자중학교 - 영등포중학교 - 장승중학교 - 중앙대학교 사범대학 부속중학교 |

| \| - 서울강남초등학교 - 서울남사초등학교 - 서울남성초등학교 - 서울노량진초등학교 \| - 서울대림초등학교 - 서울동작초등학교 - 서울문창초등학교 - 서울보라매초등학교 \| - 서울본동초등학교 - 서울삼일초등학교 - 서울상도초등학교 - 서울상현초등학교 \| - 서울신길초등학교 - 서울신남성초등학교 - 서울신상도초등학교 - 서울영본초등학교 \| - 서울영화초등학교 - 서울은로초등학교 - 서울행림초등학교 - 서울흑석초등학교 - 중앙대학교 사범대학 부속초등학교 \| |                                                                               |                                                                             |                                                                                 | |
| - 서울강남초등학교 - 서울남사초등학교 - 서울남성초등학교 - 서울노량진초등학교 | - 서울대림초등학교 - 서울동작초등학교 - 서울문창초등학교 - 서울보라매초등학교 | - 서울본동초등학교 - 서울삼일초등학교 - 서울상도초등학교 - 서울상현초등학교 | - 서울신길초등학교 - 서울신남성초등학교 - 서울신상도초등학교 - 서울영본초등학교 | - 서울영화초등학교 - 서울은로초등학교 - 서울행림초등학교 - 서울흑석초등학교 - 중앙대학교 사범대학 부속초등학교 |

## 교통

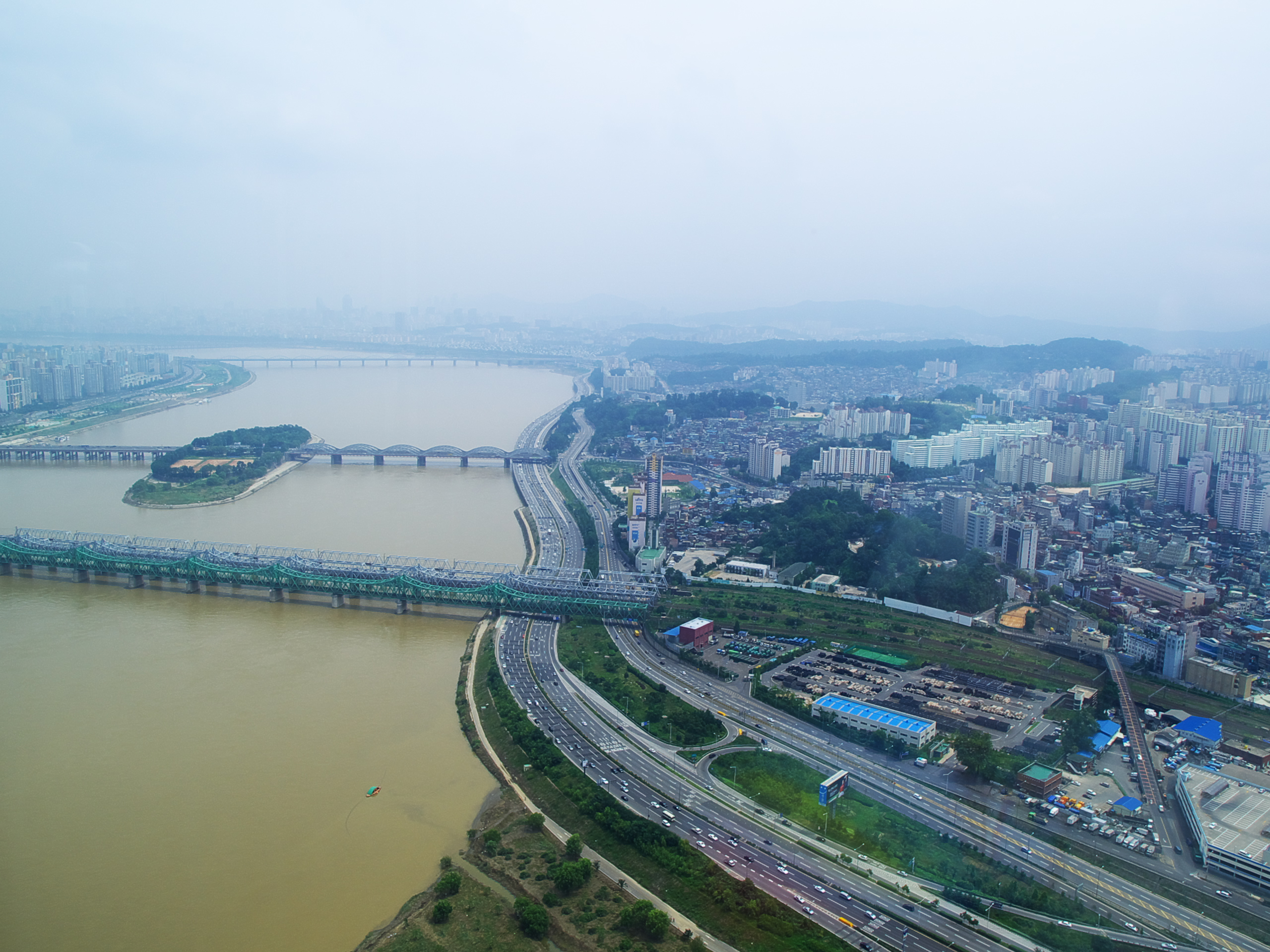
한강철교와 한강대교

이 지역에는 1900년 건립된 한강의 첫 교량, 한강철교와 1917년 건립된 한강의 첫 도로교량인 한강대교와 1899년 개통된 대한민국 첫 공식 철도 노선 경인선의 노량진역이 있다.
- 한국철도공사
  - 경부본선 (● 수도권 전철 1호선)
(용산구) ← 노량진역 → 대방역 → (영등포구)
- 서울교통공사
  - ● 서울 지하철 2호선
사당역 ← (관악구) - 신대방역 → (구로구)
  - ● 서울 지하철 4호선
(용산구) ← 동작역 - 총신대입구역 - 사당역 → (서초구)
  - ● 서울 지하철 7호선
(서초구) ← 이수역 - 남성역 - 숭실대입구역 - 상도역 - 장승배기역 - 신대방삼거리역 - 보라매역 → (영등포구)
- 서울시메트로9호선
  - ● 서울 지하철 9호선
(영등포구) ← 노량진역 - 노들역 - 흑석역 - 동작역 → (서초구)
- 남서울경전철 주식회사
  - ● 서울 경전철 신림선
(영등포구) ← 보라매역 - 보라매공원역 - 보라매병원역 → (관악구)

## 자매 도시
| 지역 & 국가 | 도시           | 도시       |
| ----------- | -------------- | ---------- |
| 대한민국    | 경상북도       | 문경시     |
| 대한민국    | 경상북도       | 울릉군     |
| 대한민국    | 전라남도       | 장흥군     |
| 대한민국    | 전북특별자치도 | 군산시     |
| 몽골        | 비안쥬르흐     | 비안쥬르흐 |
| 일본        | 아이치현       | 다하라시   |
| 중국        | 길림 성        | 길림 성    |
| 중국        | 베이징시       |            |
| 캐나다      | 써리           | 써리       |

## 같이 보기
- 동작대